# Konrad von Gemmingen
Konrad von Gemmingen († 1463) war ein früher Vertreter der Freiherren von Gemmingen. Er war Vogt des Oberamts Bretten und Ganerbe in Widdern. Seine Brüder Diether V. und Hans der Reiche begründeten die heute noch bestehenden Linien Steinegg bzw. die Guttenberg innerhalb der Familie. Die von Konrad begründete Familienlinie starb im Mannesstamm bereits wieder mit seinen Söhnen aus.

## Leben

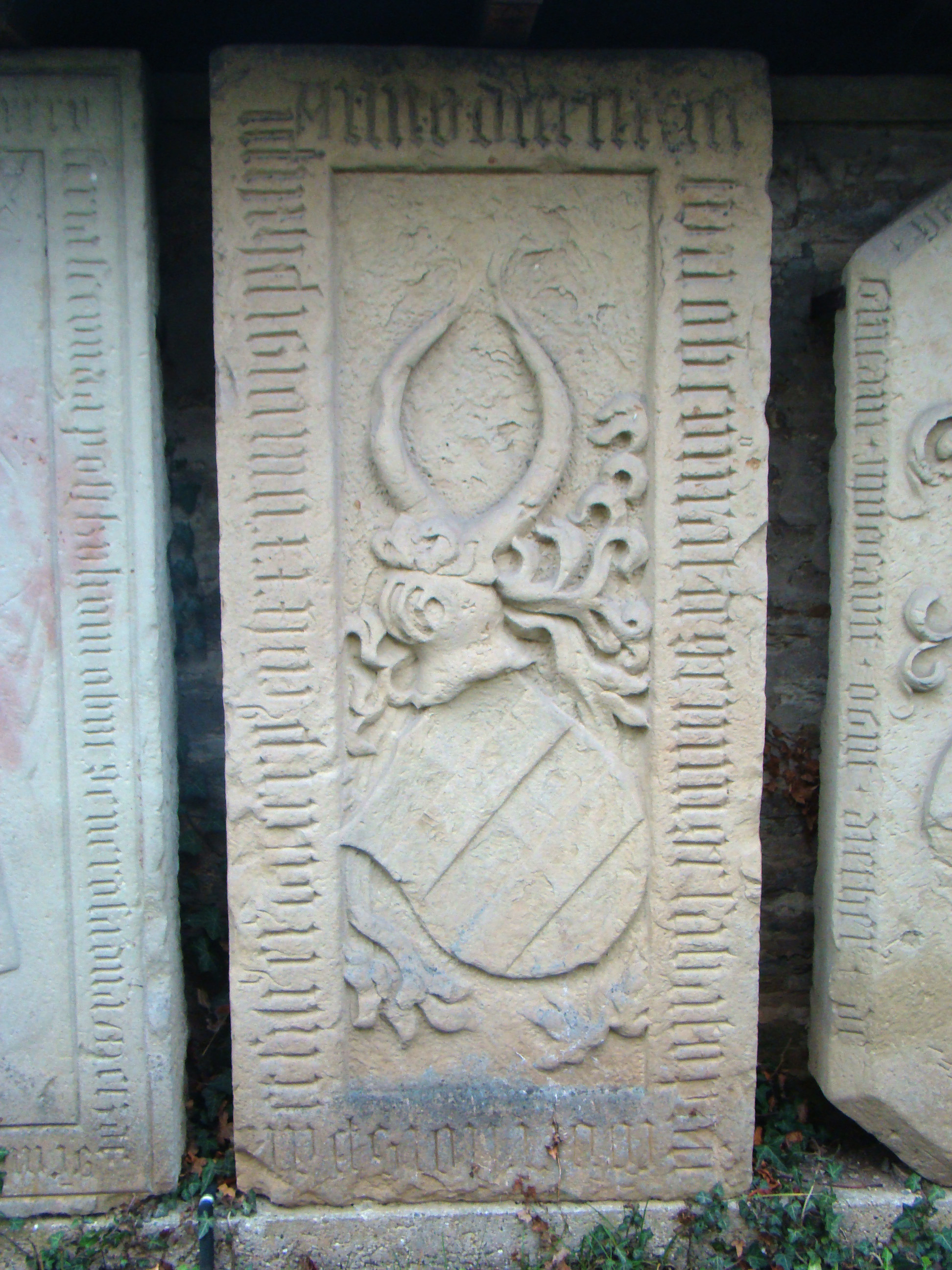
Grabplatte für Konrad von Gemmingen († 1463) und seinen Sohn Dieter (Dietrich) in Gemmingen

Er war ein Sohn des Dietrich von Gemmingen († 1414) und der Els von Sachsenheim († um 1389). Er war verheiratet mit Margarethe von Weingarten, die aus ihrer ersten Ehe mit Reinhard Hofwarth von Kirchheim ein Viertel der Ganerbschaft von Widdern mit in die Ehe brachte. 1415 empfing er mit seinem Bruder die Lehen des Vaters. 1422 war er mit anderen Familienangehörigen unter den Helfern des Bischofs Raban von Speyer gegen die Stadt Speyer. 1425 schloss er einen Teilungsvertrag mit seinem Bruder Hans und seinem Neffen Diether. In Verträgen wird er von 1428 bis 1455 genannt. 1439 schlichtete er in der Fehde zwischen seinem Neffen Dieter und den Grafen von Württemberg, wofür er selbst in das Heimsheimer Lehen des Neffen eingesetzt wurde, das er im folgenden Jahr an den Neffen zurückgab. 1440 siegelte er als Vogt in Bretten die Übergabe von Weinsberg an die Pfalz. 1444 erhielt er Damme zu Lehen.

## Familie
Konrad war mit Margarethe von Weingarten († 1464) verheiratet. Beide sind in Gemmingen begraben.
Nachkommen:
- Wendel († 1468)
- Dietrich († 1482), hinterließ zwei Töchter